# Salix gaspeensis
Salix gaspeensis är en videväxtart som beskrevs av C. K. Schneider. Salix gaspeensis ingår i släktet viden, och familjen videväxter. Inga underarter finns listade i Catalogue of Life.